# Sebring (Florida)
Sebring ist eine Stadt und zudem der County Seat des Highlands County im US-Bundesstaat Florida. Das U.S. Census Bureau hat bei der Volkszählung 2020 eine Einwohnerzahl von 10.729 ermittelt.

## Geographie
Das Stadtgebiet umschließt den Lake Jackson. Orlando liegt etwa 130 km und Tampa 140 km entfernt.

## Geschichte
1912 errichtete die Atlantic Coast Line Railroad eine Bahnstrecke von Haines City nach Sebring und 1918 eine weitere Strecke von Sebring nach Moore Haven. Im April 1924 wurde das Tochterunternehmen Florida, Western and Northern Railroad der Seaboard Air Line Railroad gegründet, das eine Bahnstrecke von Coleman über Sebring bis West Palm Beach bauen sollte. Der gesamte Korridor wurde im Januar 1925 eröffnet.
Sebring ist über die Landesgrenzen durch die Rennstrecke Sebring International Raceway bekannt, auf der das 12-Stunden-Rennen von Sebring ausgetragen wird. In der Formel-1-Saison 1959 wurde hier sogar der erste Große Preis der USA veranstaltet.

### Religionen
In Sebring gibt es derzeit 69 verschiedene Kirchen aus 28 unterschiedlichen Konfessionen, darunter ist die Baptistengemeinde mit 15 Kirchen am stärksten vertreten. Weiterhin gibt es 9 zu keiner Konfession gehörende Kirchen (Stand: 2004).

### Demographische Daten
Laut der Volkszählung 2010 verteilten sich die damaligen 10.491 Einwohner auf 5.623 Haushalte. Die Bevölkerungsdichte lag bei 788,8 Einw./km². 76,0 % der Bevölkerung bezeichneten sich als Weiße, 14,7 % als Afroamerikaner, 0,7 % als Indianer und 1,4 % als Asian Americans. 4,5 % gaben die Angehörigkeit zu einer anderen Ethnie und 2,7 % zu mehreren Ethnien an. 17,6 % der Bevölkerung bestand aus Hispanics oder Latinos.
Im Jahr 2010 lebten in 23,3 % aller Haushalte Kinder unter 18 Jahren sowie 44,1 % aller Haushalte Personen mit mindestens 65 Jahren. 54,4 % der Haushalte waren Familienhaushalte (bestehend aus verheirateten Paaren mit oder ohne Nachkommen bzw. einem Elternteil mit Nachkommen). Die durchschnittliche Größe eines Haushalts lag bei 2,17 Personen und die durchschnittliche Familiengröße bei 2,85 Personen.
20,9 % der Bevölkerung waren jünger als 20 Jahre, 20,5 % waren 20 bis 39 Jahre alt, 22,6 % waren 40 bis 59 Jahre alt und 32,8 % waren mindestens 60 Jahre alt. Das mittlere Alter betrug 47 Jahre. 48,4 % der Bevölkerung waren männlich und 51,6 % weiblich.
Das durchschnittliche Jahreseinkommen lag bei 30.319 $, dabei lebten 21,9 % der Bevölkerung unter der Armutsgrenze.
Im Jahr 2000 war Englisch die Muttersprache von 89,39 % der Bevölkerung, spanisch sprachen 10,19 % und 0,42 % sprachen französisch.

## Sehenswürdigkeiten
Folgende Objekte sind im National Register of Historic Places gelistet:
- Central Station
- Elizabeth Haines House
- Edward Hainz House
- Harder Hall
- Highlands County Courthouse
- Kenilworth Lodge
- Bahnhof Sebring
- Sebring Downtown Historic District
- H. Orvel Sebring House
- Paul L. Vinson House

## Verkehr
Durch das Stadtgebiet führen die U.S. Highways 27 (SR 25) und 98 sowie die Florida State Road 17. Der Bahnhof Sebring ist eine Station der Züge Silver Star und Silver Meteor der Bahngesellschaft Amtrak auf der Linie von Miami nach New York City. Die nächsten Flughäfen sind der Sebring Regional Airport (national, 10 km südöstlich) und der Orlando International Airport (rund 130 km nördlich).

## Kriminalität
Die Kriminalitätsrate lag im Jahr 2010 mit 363 Punkten (US-Durchschnitt: 266 Punkte) im durchschnittlichen Bereich. Es gab einen Mord, vier Vergewaltigungen, 15 Raubüberfälle, 39 Körperverletzungen, 129 Einbrüche, 323 Diebstähle, zehn Autodiebstähle und drei Brandstiftungen.